# Will Kemp
William Kemp, detto Will (Hertfordshire, 29 giugno 1977), è un attore britannico.
Suo padre è uno scenografo e sua madre modella.
La sua carriera ha avuto inizio nel 1998 soprattutto in ruoli televisivi; il suo ruolo di maggior rilievo è stato quello del film Step Up 2 - La strada per il successo. Nel 2019 interpreta il ruolo di Mento nella serie televisiva Doom Patrol basata sull'omonimo gruppo di supereroi della DC Comics, distribuita in Italia da Amazon Prime Video.
Dal 2002 è sposato con Gaby Jamieson da cui ha avuto una figlia, Thalie, nata nel 2005.

## Filmografia parziale

### Cinema
- Nella mente del serial killer, regia di Renny Harlin (2004)
- Van Helsing, regia di Stephen Sommers (2004)
- Step Up 2 - La strada per il successo (Step Up 2 the Streets) (2008)
- Slumber - Il demone del sonno (Slumber), regia di Jonathan Hopkins (2017)

### Televisione
- Petals on the Wind, regia di Karen Moncrieff – film TV (2014)
- Reign – serie TV, 16 episodi (2017)
- Principessa per caso (Royal Matchmaker), regia di Mike Rohl – film TV (2018)
- Doom Patrol – serie TV, episodio 1x06 (2019)
- Spinning Out – serie TV, 10 episodi (2020)
- Il mio valzer di Natale (The Christmas Waltz), regia di Michael Damian – film TV (2020)
- Detective a passo di danza (The Dancing Detective: A Deadly Tango), regia di Stefan Scaini - film TV (2023)
- Il Turco (El Turco) – miniserie TV, 6 episodi (2025)

## Doppiatori italiani
Nelle versioni in italiano delle opere in cui ha recitato, Will Kemp è stato doppiato da:
- Riccardo Niseem Onorato in Van Helsing, 90210, Step Up 2 - La strada per il successo
- Marco Giansante ne Il mio valzer di Natale, Natale a Londra, Un Natale non proprio regale
- Roberto Gammino in Nella mente del serial killer
- Alessio Cigliano in Girlfriends' Guide to Divorce
- Gabriele Lopez in Code Black
- Guido Di Naccio in Slumber - Il demone del sonno
- Gianluca Crisafi in Spinning Out
- Marco Giansante in Detective a passo di danza
- Francesco Pezzulli in Il Turco